# لين روبرتس
لين روبرتس (بالإنجليزية: Lynne Roberts) هي ممثلة أمريكية، ولدت في 22 نوفمبر 1922 بإل باسو في الولايات المتحدة، وتوفيت في 1 أبريل 1978 بشيرمان أوكس في الولايات المتحدة.

## وصلات خارجية
- لين روبرتس على موقع IMDb (الإنجليزية)
- لين روبرتس على موقع ألو سيني (الفرنسية)
- لين روبرتس على موقع أول موفي (الإنجليزية)
- لين روبرتس على موقع إن إن دي بي (الإنجليزية)
- لين روبرتس على موقع قاعدة بيانات الفيلم (الإنجليزية)
- لين روبرتس على موقع كينوبويسك (الروسية)